# Falcon Mesa
Falcon Mesa és una concentració de població designada pel cens dels Estats Units a l'estat de Texas. Segons el cens del 2000 tenia 506 habitants.

## Demografia
Segons el cens del 2000, Falcon Mesa tenia 506 habitants, 242 habitatges, i 168 famílies. La densitat de població era de 127,7 habitants/km².
Dels 242 habitatges en un 13,6% hi vivien nens de menys de 18 anys, en un 65,3% hi vivien parelles casades, en un 3,7% dones solteres, i en un 30,2% no eren unitats familiars. En el 28,1% dels habitatges hi vivien persones soles el 22,7% de les quals corresponia a persones de 65 anys o més que vivien soles. El nombre mitjà de persones vivint en cada habitatge era de 2,09 i el nombre mitjà de persones que vivien en cada família era de 2,51.
Per edats la població es repartia de la següent manera: un 14% tenia menys de 18 anys, un 4,3% entre 18 i 24, un 12,3% entre 25 i 44, un 24,9% de 45 a 60 i un 44,5% 65 anys o més.
L'edat mediana era de 62 anys. Per cada 100 dones de 18 o més anys hi havia 95,1 homes.
La renda mediana per habitatge era de 24.792 $ i la renda mediana per família de 26.645 $. Els homes tenien una renda mediana de 16.250 $ mentre que les dones 48.021 $. La renda per capita de la població era de 12.150 $. Aproximadament el 19,8% de les famílies i el 21% de la població estaven per davall del llindar de pobresa.

## Poblacions més properes
El següent diagrama mostra les poblacions més properes.